# Едуард Хол
Едуард Туичъл Хол младши (на английски: Edward Twitchell Hall Jr.) е известен американски учен в областта на антропологията и междукултурните комуникации. Преподавал е в множество учебни заведения: Денвърския университет в Колорадо, колежа „Бенингтън“ във Вермонт, бизнес училището на Харвардския университет, Института по технологии в Илинойс, Северозападния университет в Илинойс и други.
Обект на изследвания през целия му живот са културните възприятия за пространството, чиито основи полага по време на Втората световна война по време на службата си в армията на САЩ в Европа и Филипините.

## Биография
От 1933 до 1937 година Хол живее и работи с племената навахо и хопи в индианските резервати в североизточна Аризона, което се превръща в тема на неговата автобиографична книга „На изток от трийсетте“. През 1942 година той получава докторска степен от Колумбийския университет и продължава да трупа директен опит в полеви условия из цяла Европа, Близкия изток и Азия.
През 1950-те години Хол работи в Института по външните работи към Министерството на външните работи на САЩ, преподавайки умения за междукултурни комуникации. Разработва концепциите за културите с висш и низш контекст. Автор е на няколко известни практически книги, засягащи междукултурни въпроси, и е смятан за основател на междукултурната комуникация като обект на академични изследвания.
Едуард Хол първи дефинира понятието проксемика, с което се означават изследванията на измеримото лично пространство на всеки човек и взаимодействията между хората в заобикалящата ги среда. В книгата си „Скритото измерение“ той описва субективните нагласи в различните културни контексти по отношение на физическата дистанция, която всеки човек се стреми да спазва от останалите хора.
Във втората си книга, „Тихият език“ от 1959 година, Хол въвежда термина полихроничен, с който описва умението на някои индивиди да отделят внимание на много неща едновременно, противоположно на монохроничните индивиди, склонни да вършат нещата последователно.
През 1976 година той публикува третата си книга, „Отвъд културата“ (Beyond Culture), в която се развива идеята за extension transference, т.е. че скоростта на човешката еволюция нараства в пряко следствие от собствените му творения и че човек еволюира посредством своите „продължения“ така, както еволюира и биологически. При все това, предвид че „продълженията“ на човека каквито са колелото, културните ценности и оръжията, са основани на технологии, те са способни на много по-бърза адаптация, отколкото генетиката.

## Книги
- The Silent Language (1959)
- The Hidden Dimension (1966)
- Beyond Culture (1976)
- The Dance of Life: The Other Dimension of Time (1983)
- Handbook for Proxemic Research
- Hidden Differences: Doing Business with the Japanese
- An Anthropology of Everyday Life: An Autobiography (1992, Doubleday, New York)
- Understanding Cultural Differences – Germans, French and Americans (1993, Yarmouth, Maine)
- West of the Thirties. Discoveries Among the Navajo and Hopi (1994, Doubleday, New York etc.)